# Capon Bridge
Capon Bridge est une ville située dans le comté de Hampshire, en Virginie-Occidentale, le long du Northwestern Turnpike (U. S. Highway 50), à l’ouest de Winchester, en Virginie. Lors du recensement de 2010, la ville était peuplée de 355 habitants.

## Histoire
À l’origine nommée Glencoe, Capon Bridge a été incorporée en 1902. Son nom provient du pont situé au-dessus du fleuve de Cacapon à cet endroit. Le nom du fleuve étant dérivé de la langue des Indiens shawnees, « Cape-cape-de-hon » signifiant « le fleuve de l’eau de médecine ».

## Source
- (en) Cet article est partiellement ou en totalité issu de l’article de Wikipédia en anglais intitulé « Capon Bridge, West Virginia » (voir la liste des auteurs).